# هون آکواکالچر
هون آکواکالچر (انگلیسی: Huon Aquaculture) شرکت صنایع غذایی استرالیایی است، که در سال ۱۹۸۶ تأسیس شد.